# Betta fusca
Betta fusca är en fiskart som beskrevs av Regan, 1910. Betta fusca ingår i släktet Betta och familjen Osphronemidae. Inga underarter finns listade.

## Bildgalleri

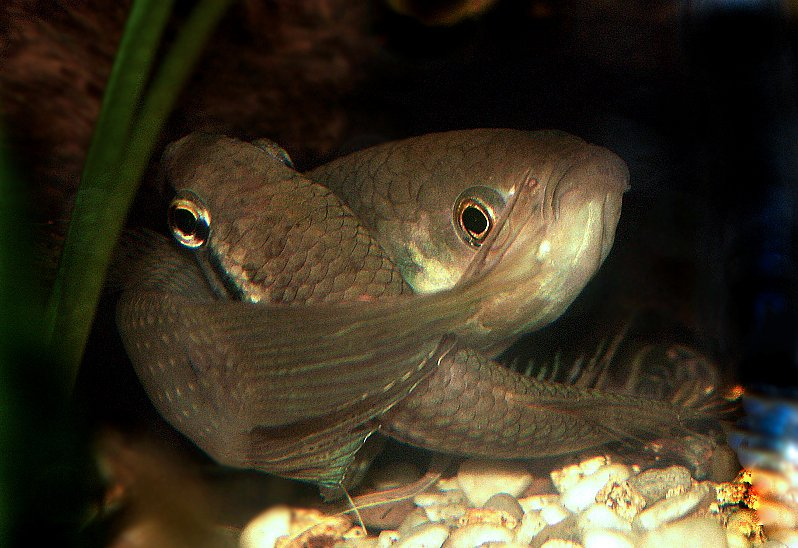